# Élections sénatoriales de 2020 dans l'État de New York
Les élections sénatoriales de 2020 dans l'État de New York ont lieu le 3 novembre 2020 afin d'élire les 63 membres du Sénat de l'État américain de New York.

## Système électoral
Le Sénat de l'État de New York est la chambre haute de son parlement bicaméral. Il est composé de 63 sièges pourvus pour quatre ans au scrutin uninominal majoritaire à un tour dans autant de circonscriptions.

## Résultats
|       | Parti démocrate (D)   |    |               |  |  |  |
|       | Parti républicain (R) |    |               |  |  |  |
|       |                       |    |               |  |  |  |
| Total | Total                 | 63 | en stagnation |  |  |  |